# Klovninggryta
Klovninggryta (norwegisch wörtlich für Holzscheitpfanne) ist ein verschneites Gletscherfeld im ostantarktischen Königin-Maud-Land. In der Gjelsvikfjella liegt es unweit der norwegischen Troll-Station.
Wissenschaftler des Norwegischen Polarinstituts benannten es 2007 in Anlehnung an die Benennung des benachbarten Klovningen.